# Andora na Mistrzostwach Świata w Lekkoatletyce 2013
Andora na Mistrzostwach Świata w Lekkoatletyce 2013 – reprezentacja Andory podczas Mistrzostw Świata w Moskwie liczyła jednego zawodnika, który nie zdobył medalu.

## Występy reprezentantów Andory
| Konkurencja            | Zawodnik    | Preeliminacje | Preeliminacje | Eliminacje | Eliminacje | Półfinał | Półfinał | Finał    | Finał   |
| Konkurencja            | Zawodnik    | Rezultat      | Pozycja       | Rezultat   | Pozycja    | Rezultat | Pozycja  | Rezultat | Pozycja |
| ---------------------- | ----------- | ------------- | ------------- | ---------- | ---------- | -------- | -------- | -------- | ------- |
| Bieg na 100 m mężczyzn | Mikel de Sa | 11,24         | 21.           | NQ         | NQ         | NQ       | NQ       | NQ       | NQ      |